# Protodufourea wasbaueri
Protodufourea wasbaueri is een vliesvleugelig insect uit de familie Halictidae. De wetenschappelijke naam van de soort is voor het eerst geldig gepubliceerd in 1955 door Timberlake.